# Нови Клитос
Нови Клитос (грч. Νέος Κλείτος, Неос Клитос) је насељено место у општини Кожани у периферији Западна Македонија, Грчка. Према попису из 2021. године било је 374 становника.
Насеље је подигнуто након што је село Клитос напуштено због рудника лигнита. Води се као посебно насеље од 2013. године.